# 郎茂
郎茂（541年—615年），中国北齐、隋朝政治人物，表字蔚之，恒山郡新市县（郡治今河北省新乐县）人。北齐潁川郡太守郎基之子。
郎茂少年时聪敏，勤奋好学，博学通经。十五岁时以国子博士权会为师，《诗》、《易》、《三礼》及玄象、刑名之学。跟随国子助教張率礼学春秋三传，废寝忘食。家人担心郎茂过度读书得病，经常限制他的蜡烛。長大后，被称为学者，善于作文章。十九岁时，父亲去世，服丧哀哭逾礼。仕北齐，初任司空府行参軍。南朝陳使者傅縡来聘问，郎茂奉命接待。後受勅命在秘書省校正刊行古籍。转任保城县令，有好的名声，百姓立清德頌碑。北周武帝平定北齐，上柱国王誼推薦郎茂任陳州户曹。楊堅担任亳州总管，与郎茂会面大喜，命他掌書記。武帝作《象经》，楊堅有所批判，郎茂感慨于是决心援助楊堅。楊堅礼遇郎茂。後来郎茂回到家乡担任州主簿。
580年（大象二年），楊堅担任北周丞相，召郎茂任衛州司录，有好的官声，不久担任衛国县令。獄中有囚犯二百人，郎茂数日亲自审問，得到赦免的有一百人。郎茂将历年的辞讼，都不送到州省。郎茂对魏州刺史元暉说，「百姓如水，法令如堤防。堤防不牢固，洪水必奔流突破。堤防牢固，就不会決口崩坏，刺史有什么担心的呢」。元暉无言以对。
郎茂从延州長史转任太常丞，升任民部侍郎。数年後、母亲去世，辞職服丧、服丧结束复職。郎茂上奏为王事身死之人，子孙不用退田，品官退休不减少田地。仁寿初年，郎茂以本官兼大興县令。
隋煬帝即位，郎茂转任雍州司馬，升任太常少卿。二年後，任尚書左丞，掌管官僚人事。工部尚書宇文愷、右翊衛大将軍于仲文争夺河東郡銀矿採掘，郎茂弹劾，两者都获罪。郎茂上奏編纂的《州郡图经》一百卷，交给秘府珍藏。
煬帝多次巡幸，王朝綱紀紊乱，法令残破。郎茂不敢諫言，只是哀嘆。年老请求退休，没被批准。煬帝遠征高句麗，郎茂留守晋陽宮。恒山赞治王文同弹劾郎茂交结朋党。负责調查的納言蘇威、御史大夫裴蘊都和郎茂关系不好，于是诬陷郎茂。煬帝大怒，郎茂和弟弟郎楚之被剥奪官爵、流放且末郡。郎茂坦然接受。流放途中作《登壠賦》自我安慰。上表文为自己申辩，煬帝逐渐醒悟。614年（大業十年）、郎茂回到長安。615年（大業十一年），七十五岁的郎茂去世。其子郎知年。

## 延伸阅读
[在维基数据编辑]
 《隋書·卷66》，出自魏徵《隋书》